# 8794 Joepatterson
8794 Joepatterson è un asteroide della fascia principale. Scoperto nel 1981, presenta un'orbita caratterizzata da un semiasse maggiore pari a 2,2606508 au e da un'eccentricità di 0,2167338, inclinata di 5,67951° rispetto all'eclittica.
L'asteroide è dedicato all'astronomo statunitense Joseph Otis Patterson III.